# Ендрю Юльсаґер
Ендрю Юльсаґер (дан. Andrew Hjulsager, нар. 15 січня 1995, Амагер) — данський футболіст, півзахисник бельгійського клубу «Гент».
Виступав, зокрема, за клуби «Брондбю» і «Остенде», а також молодіжну збірну Данії.

## Клубна кар'єра
Народився 15 січня 1995 року в місті Амагер. Вихованець юнацьких команд футбольних клубів «Фремад Амагер» та «Брондбю».
У дорослому футболі дебютував 2013 року виступами за команду «Брондбю», в якій провів чотири сезони, взявши участь у 80 матчах чемпіонату. 
Згодом з 2017 по 2019 рік грав в Іспанії у складі команд «Сельта Віго» та «Гранада».
До складу бельгійського «Остенде» приєднався 2019 року і відіграв за його команду два сезони.
1 липня 2021 року за 1,8 мільйона євро перейшов до «Гента».

## Виступи за збірні
2010 року дебютував у складі юнацької збірної Данії (U-16), загалом на юнацькому рівні взяв участь у 39 іграх, відзначившись 7 забитими голами.
Протягом 2014–2017 років залучався до складу молодіжної збірної Данії. На молодіжному рівні зіграв у 23 офіційних матчах, забив 3 голи. Був учасником молодіжного Євро 2017.

## Титули і досягнення
- Володар Кубка Бельгії (1):

«Гент»: 2021–22

## Статистика виступів

### Статистика клубних виступів
Станом на 30 червня 2018
| Сезон               | Команда             | Чемпіонат           | Чемпіонат | Чемпіонат | Національний кубок | Національний кубок | Національний кубок | Континентальні кубки | Континентальні кубки | Континентальні кубки | Інші змагання | Інші змагання | Інші змагання | Усього | Усього |
| Сезон               | Команда             | Ліга                | Ігор      | Голів     | Ліга               | Ігор               | Голів              | Ліга                 | Ігор                 | Голів                | Ліга          | Ігор          | Голів         | Ігор   | Голів  |
| ------------------- | ------------------- | ------------------- | --------- | --------- | ------------------ | ------------------ | ------------------ | -------------------- | -------------------- | -------------------- | ------------- | ------------- | ------------- | ------ | ------ |
| 2013–14             | «Брондбю»           | СЛ                  | 22        | 4         | КД                 | 1                  | 0                  | -                    | -                    | -                    | -             | -             | -             | 23     | 4      |
| 2014–15             | «Брондбю»           | СЛ                  | 20        | 4         | КД                 | 1                  | 0                  | ЛЄ                   | 0                    | 0                    | -             | -             | -             | 21     | 4      |
| 2015–16             | «Брондбю»           | СЛ                  | 19        | 1         | КД                 | 2                  | 1                  | ЛЄ                   | 6                    | 0                    | -             | -             | -             | 27     | 2      |
| 2016-січ. 2017      | «Брондбю»           | СЛ                  | 19        | 7         | КД                 | 0                  | 0                  | ЛЄ                   | 8                    | 1                    | -             | -             | -             | 27     | 8      |
| Усього за «Брондбю» | Усього за «Брондбю» | Усього за «Брондбю» | 80        | 16        |                    | 4                  | 1                  |                      | 14                   | 1                    |               | -             | -             | 98     | 18     |
| січ.-черв. 2017     | «Сельта Віго»       | ПД                  | 7         | 1         | КІ                 | 0                  | 0                  | ЛЄ                   | 0                    | 0                    | -             | -             | -             | 7      | 1      |
| 2017-січ. 2018      | «Сельта Віго»       | ПД                  | 2         | 0         | КІ                 | 2                  | 0                  | -                    | -                    | -                    | -             | -             | -             | 4      | 0      |
| Усього за «Сельту»  | Усього за «Сельту»  | Усього за «Сельту»  | 9         | 1         |                    | 2                  | 0                  |                      | 0                    | 0                    |               | -             | -             | 11     | 1      |
| січ.-черв. 2018     | «Гранада»           | СД                  | 6         | 0         | КІ                 | -                  | -                  | -                    | -                    | -                    | -             | -             | -             | 6      | 0      |
| Усього за кар'єру   | Усього за кар'єру   | Усього за кар'єру   | 95        | 17        |                    | 6                  | 1                  |                      | 14                   | 1                    |               | -             | -             | 115    | 19     |